# Cut the Crap
Cut the Crap ist das letzte Studioalbum von The Clash und kam im November 1985 auf den Markt. Da außer Joe Strummer kein anderes Bandmitglied an dem Album mitwirkte, wird es im Nachhinein sowohl von der Band selbst als auch von den meisten Fans als unauthentisch kritisiert. Im Zuge unterschiedlich umfangreicher Box-Set-Veröffentlichungen im Jahr 2013, um das Gesamtwerk von The Clash neu aufzubereiten, wurde Cut The Crap sogar komplett ignoriert.

## Vorgeschichte
Am 10. September 1983 meldete die britische Musikpresse, dass Bandgründer Mick Jones von den anderen beiden Bandmitgliedern Joe Strummer und Paul Simonon gezwungen worden war, The Clash zu verlassen.
Strummer und Simonon beschlossen The Clash zu zweit weiterzuführen und holten als Ersatz zwei neue Gitarristen, Nick Sheppard und Vince White, in die Band, die aber (wie der Schlagzeuger Pete Howard) keine gleichberechtigten Bandmitglieder wurden, sondern sich in einem bloßen Angestelltenverhältnis befanden. Ein Proberaum-Tape, das Sheppard im November 1983 aufnahm und 2007 über iTunes in Umlauf kam, enthielt bereits 14 neue Songs, von denen letztendlich 8 unveröffentlicht blieben.
Da Mick Jones mit der Fortführung von The Clash nicht einverstanden war, erhob er juristischen Anspruch auf den Bandnamen und ließ bis zur Klärung sämtliche beim bandeigenen Musikverlag Nineden Ltd. eingehenden Tantiemen sperren.
Um an Einkünfte zu kommen, begann die neue Band bereits am 19. Januar 1984 mit ihrer Out Of Control-Tour (Nordamerika, Großbritannien und Europa), die am 31. Mai 1984 in Kanada endete. Für diese Tour wurden 9 der neuen Songs ausgewählt und gespielt (>Dictator / We are The Clash / Are you red..y / This is England / Three card trick / Sex mad roar / Jericho / Glue zombie / (In the) Pouring rain).
Strummer, Simonon und Manager Bernard Rhodes ließen für die neuen Songs einen eigenen Musikverlag Riperole Ltd. registrieren, kündigten für Ende 1984 ein neues Studioalbum an und handelten mit CBS Records einen entsprechenden Vorschuss aus. Rhodes behauptete später, dass die neue Band seiner Meinung nach nicht bereit für Studioaufnahmen war, Strummer aber darauf bestanden habe, so schnell wie möglich ein neues Album zu veröffentlichen. Mick Jones ließ die Ansprüche auf den Bandnamen in der Zwischenzeit fallen und nannte sein neues Projekt Big Audio Dynamite.
Bis Anfang September 1984 legte die Band eine Pause ein und gab dann auf Einladung der L’Unità sechs Konzerte in Italien. Der Herbst verging mit Vorbereitungen auf die Studioaufnahmen. Anfang Dezember 1984 folgten zwei Benefizkonzerte in London zugunsten der streikenden Bergarbeiter, bei denen 3 neue Songs gespielt wurden (Dirty punk / Fingerpoppin’/ North and south).

## Studioaufnahmen
Die Aufnahme des neuen Albums erwies sich von Anfang an als hochproblematisch. Bandmanager Bernard Rhodes riss das Projekt sowohl als Produzent als auch als Arrangeur an sich, drängte die Bandmitglieder inklusive Joe Strummer zunehmend beiseite und engagierte auch Sessionmusiker für die Aufnahmen. Paul Simonon lehnte es ab, auf dem Album zu spielen, als Ersatz wurde Ian Durys Bassist Norman Watt-Roy eingestellt, der seinen Kollegen Mickey Gallagher (Keyboards) mitbrachte.
Im Herbst 1984 begann die Vorproduktion im Londoner Proberaum der Band. Erste Proben mit Watt-Roy und Gallagher verliefen enttäuschend, der Sound wurde als zu konservativ und pubrocklastig kritisiert. Rhodes beschloss, den neuen Songs durch den Einsatz von Drumcomputern und Hip-Hop-Beats einen moderneren Klang zu verleihen.
Im Dezember 1984 begann Gitarrist Nick Sheppard zusammen mit dem Toningenieur Michael Fayne (der in den Folgejahren mit Roachford arbeitete) mit dem Vorprogrammieren von Sounds und Beats. Verwendet wurden Yamaha-DX7-Synthesizer und Yamaha RX11-Drumcomputer.
Zwischen Januar und April 1985 wurde das neue Album in den Weryton Studios in Unterföhring bei München aufgenommen, durch den Einsatz der neuen MIDI-Technik ein Tonstudio mit digitaler Aufnahmemöglichkeit, als Toningenieur fungierte Ulrich A. Rudolf. Durchgehend anwesend waren nur Strummer, Rhodes und Sheppard. Watt-Roy kehrte nach Fertigstellung seiner Parts wieder nach London zurück, Keyboards wurden von dem Münchner Musiker Hermann Weindorf (unter dem Pseudonym „Herman (Young Wagner)“) eingespielt. White und Howard kamen per Auto während des großen Kälteeinbruchs Anfang Februar 1985 nach München, zu diesem Zeitpunkt waren die meisten Backing Tracks bereits fertig aufgenommen. White steuerte nach Rhodes’ Anweisungen diverse zusätzliche Gitarrenparts bei, während Howard nicht gebraucht wurde.
Die komplette Band (Strummer, Simonon, Sheppard, White und Howard) kam im Studio nur ein einziges Mal zusammen, bei dieser Gelegenheit wurden zwei Songs (Do it now / Sex mad roar) aufgenommen, die später als Single-B-Seiten verwendet wurden.
Ende April 1985 kehrte die Band demoralisiert nach London zurück. Um den Zusammenhalt und den Teamgeist wieder aufzubauen, trampten The Clash zwei Wochen lang durch Großbritannien von Stadt zu Stadt, traten als Straßenmusiker auf und übernachteten bei Fans.
Ab Mai 1985 folgte weitere Arbeit an den Albumaufnahmen, für Instrumental- und Gesangsparts wurden verschiedene Studios benutzt. Die mehrstimmigen Schlachtgesänge, die die meisten Refrains des Albums kennzeichnen, wurden z. B. mit ca. 30 Fans und Freunden der Band in den Shepperton Studios aufgenommen. Während dieser Prozeduren kam es dann zum endgültigen Bruch zwischen Joe Strummer und Bernard Rhodes. Strummer sah ein, dass er keinerlei Einfluss mehr auf die Gestaltung des Albums hatte, und machte im Juni 1985 ein paar Wochen Urlaub in Granada.
The Clash spielten noch drei Rockfestivals im Sommer 1985, der letzte Auftritt fand am 27. Juli 1985 in Athen statt.
Abgemischt wurden die fertigen Aufnahmen schließlich im Sommer 1985 in den Mayfair Recording Studios in London durch die Toningenieure Simon Sullivan und Kevin Brewster-White, das Mastering fand in den CBS Studios (heute Whitfield Street Studios) in Soho durch Masteringingenieur Tim Young und in den Masterdisk Studios in New York durch Masteringingenieur Howard Weinberg statt.

## Veröffentlichung
Am 22. September 1985 wurde zunächst die Single This Is England veröffentlicht, die es bis auf Platz 24 in den UK Top 40 schaffte. Als Komponist wurde „Strummer & Co.“ angegeben, als Produzent „Jose Unidos“ (ein Pseudonym für Bernard Rhodes). Eine alternative Version des Songs wurde in einer Auflage von 250 Stück in Holland gepresst und ist heute sehr gesucht.
Am 4. November 1985 folgte die Veröffentlichung des Albums Cut the Crap, das es in Großbritannien auf Platz 16 der Album-Charts und in den USA auf Platz 88 der Billboard-Charts schaffte. Als Komponist aller Songs wurde „Strummer/Rhodes“ angegeben, was mit Strummer nicht abgesprochen worden war. Auch der Titel des Albums (ursprünglich „Out Of Control“) war von Rhodes eigenmächtig geändert worden, als Produzent wurde wieder „Jose Unidos“ angegeben.
In den USA kam zeitgleich mit der Veröffentlichung des Albums eine Promo-Maxisingle des Albumtracks Fingerpoppin’ in einem speziellen „AOR-Re-Mix“ heraus. Auch diese Single ist heute sehr gesucht.

## Trennung der Band
Mitte August 1985 reiste Joe Strummer nach Nassau, um Mick Jones dazu zu überreden, wieder in die Band zurückzukehren, Jones lehnte jedoch ab. Im September setzte sich Strummer abermals für ein paar Wochen nach Spanien ab, wo er das Album Más de 100 lobos der spanischen Band 091 produzierte. Da er mittlerweile jeden Kontakt zum Clash-Management abgebrochen hatte, musste ein in Paris geplantes Konzert abgesagt werden.
Nach seiner Rückkehr hielt Strummer ein Bandmeeting ab, in dem er Sheppard, White und Howard mitteilte, dass er nicht mehr mit ihnen arbeiten werde, da er weiter versuchen wolle, Mick Jones wieder zurück in die Band zu holen. Das Management wurde über diese Entscheidung nicht informiert, so dass die drei Musiker zunächst weiter bezahlt wurden.
Da Strummer nicht mehr bereit war, mit dem Bandmanagement zu kooperieren, beschloss Bernard Rhodes ihn durch einen neuen Sänger zu ersetzen. Rhodes und Sheppard hielten mindestens zwei Castingveranstaltungen im Electric Ballroom in Camden Town ab, da sich aber die restlichen Bandmitglieder weigerten The Clash ohne Joe Strummer weiterzuführen, blieb diese Aktion ohne Ergebnis.
Am 23. November 1985 teilte das Bandmanagement in der Musikpresse offiziell mit, dass Sheppard, White und Howard The Clash verlassen hatten. Da keine weiteren Aktivitäten mehr folgten, galten The Clash de facto als aufgelöst.
Das Managementverhältnis zu Bernard Rhodes wurde offiziell erst Anfang 1987 beendet.

## Pressereaktionen aufCut the Crap
New Musical Express (Großbritannien): „Hochtrabende Gitarren rufen die Truppen zusammen und rennen gegen die Bastionen der Privilegierten an, während die Fankurven (das sollen wir sein, denkt dran) aus vollem Hals grölend ihre Zustimmung bekunden.“
Melody Maker (Großbritannien): „Wisst Ihr was? Es ist Mist! Und es bringt’s nicht. (…) ein Mix, für den Moulinex sich schämen würde. Für was zur Hölle hält sich Joe Strummer eigentlich? 'Cut the Crap' ist ein Durcheinander aus grässlichem Lärm (…)“
Sounds (Großbritannien): „Mit den Feinheiten ist es aus, aber für mich hat sich das Warten trotzdem gelohnt. The Clash vermissen Mick Jones nicht, und die Band hat es endlich geschafft, ihre Liebe für Weltmusik mit Rock aus dem Bauch in klarer Art und Weise zu kombinieren. Das Aufeinandertreffen von R&B, Electro, Funk, mexikanischen Trompeten und was auch immer ist soundmäßig oft grandios.“
Rolling Stone (USA): „(…) aufgesetzt wild, letztendlich aber hölzern und nicht überzeugend.“
The Village Voice (USA): „(…) das meiste hier haut rein, hartnäckig und gut gelaunt und poetisch und kompakt. Genau hingehört wirkt es nicht mitleiderregend, wie Joe klampft und grölt als gäb’s kein Morgen, sondern tapfer.“
SPEX (Deutschland): „Das neue ‚Dirty Punk‘-Pärchen Strummer/Rhodes gefällt sich im Schreiben brüllseliger Nord-/Süd-/West-/Ost-Kurven-Hits. Verzweifelt normaler Anbieder-Rock, leider immer noch besser als BAP.“

## The Clash überCut the Crap
Strummer (1986): „Das sind meine Songs. Ich finde, ein paar davon sind ziemlich gut. (…) Ich kann nicht verstehen, wie er [Rhodes] das Projekt übernehmen und dann, wie ich fand, einen derartigen Schlag ins Wasser abliefern konnte.“
Strummer (1986): „Ein paar von den Liedern waren anständig, aber ich hasste [das Album] wirklich. Noch vor der Endabmischung habe ich mich mit [Rhodes] verkracht - ich hab [das Album] nicht gehört, bevor es in den Läden stand.“
Strummer (1986): „Nein, ich [mag das Album nicht]. Ich mag die Drumbox darauf nicht. Ich hasse es, wie da diese Drumbox die ganze Zeit durchspielt, von A bis Z. Ich mag den Sound davon nicht, die klingt noch nicht mal wie eine besonders Gute (…)“
Strummer (1988): „Ich hasse es. Ich finde ‚This Is England‘ ist ein fantastischer Song, und den werde ich auch spielen, wenn ich wieder auf Tour gehe, aber ich denke mit einem schlechten Gefühl an diese Sessions, und ich werde niemals wieder mit einem Drumcomputer arbeiten. Das war ein Fehler.“
Simonon (2003): „Es hätte im Grunde ein ganz gutes Album werden können, aber Bernie hat sich zu sehr eingemischt. Wenn ich gewusst hätte was passiert, wäre ich dabeigeblieben und hätte es mit durchgezogen. Ich dachte es sei Ehrensache mich da rauszuhalten und Joe zu sagen, er solle seine Vision durchziehen.“
Sheppard (1995): „Wenn du eine Platte machst, versuchst du dich dafür zu begeistern, aber das war echt nur ein schlechter Scherz.“
Sheppard (2004): „Eine Menge an musikalischen Ideen auf dem Album waren von [Rhodes]. Rein produktionsmäßig genommen waren sie ihrer Zeit ja unheimlich voraus, und das sollte man ihm lassen. Leider ist Bernie unmusikalisch, und deshalb hauten sie nicht hin.“
White (2007): „Es gibt ein paar gute Parts hier und da, aber das ganze Ding stinkt nach Verzweiflung und Armseligkeit. Ich hasse es. Es ist beschissen.“
Rhodes (2004): „Lustig war ja, daß Madonna und ein paar Hip-Hop-Leute 'Cut the Crap' als Grundlage benutzt haben für das, was sie machten.“

## Wiederveröffentlichungen
Nachdem The Clash 1999 ihren gesamten Backkatalog in restaurierter und digital remasterter Form wiederveröffentlichten, wurde auch „Cut the Crap“ am 3. Juli 2000 neu auf den Markt gebracht. Diese Neuveröffentlichung ist zwar nicht digital remastered worden, enthält aber mit Do It Now einen zusätzlichen Song.
Die Single This Is England wurde am 30. Oktober 2006 als Teil der Clash-Singles Box wiederveröffentlicht.
Sämtliche offiziellen Best-of-Kompilationen ignorierten das „Cut the Crap“-Songmaterial und ließen die Bandgeschichte mit der Trennung von Mick Jones 1983 enden. Erst nach dem Tod Joe Strummers fand sich der Song This Is England auf der Compilation The Essential Clash (2003) wieder.
Eine Liveversion des zuvor unveröffentlichten Songs (In the) Pouring Rain erschien 2007 auf der Joe-Strummer-Compilation The Future Is Unwritten, dem Soundtrack zum gleichnamigen Film.
2021 veröffentlichte der Leadsänger und Bassist der Band Mutant Proof Gerald Manns eine neu interpretierte Version des Albums namens "Mohawk Revenge". Die Songs wurden im Stil der Live Versionen neu eingespielt und mit Joe Strummers Stimme unterlegt.

## Track-Listing
Alle Lieder wurden geschrieben von Joe Strummer und Bernard Rhodes.
1. Dictator – 3:00
2. Dirty Punk – 3:11
3. We Are the Clash – 3:02
4. Are You Red..y – 3:01
5. Cool Under Heat – 3:21
6. Movers and Shakers – 3:01
7. This is England – 3:49
8. Three Card Trick – 3:09
9. Play to Win – 3:06
10. Fingerpoppin’ – 3:25
11. North and South – 3:32
12. Life is Wild – 2:39